# Link Layer Topology Discovery
Link Layer Topology Discovery（LLTD）は、ネットワーク構成を検出し、Quality of Service（サービス品質）の診断を行うデータリンク層の通信プロトコルである。Windows Rally技術の一環としてマイクロソフトにより開発され、ライセンスされている。LLTDプロトコルは、有線、無線のどちらにも適用できる。
Windows VistaはLLTDを含んでおり、コンピュータが接続しているLANや無線LANの構成を視覚的に表示するNetwork Map機能で使われている。Windows XPはLLTDプロトコルを実装していないため、Windows XPのコンピュータ用のLLTDレスポンダをインストールしないとNetwork Mapに表示されない。
LLTD仕様に準拠したソフトウェアを作成するためには、Microsoft Windows Rallyライセンス契約を締結する必要がある。
マイクロソフトは、Windows Rally開発キットの一部として、著作権フリーではないが無料のLinuxリファレンス実装を提供している。